# Список президентов России
Ниже приведён список президентов России. За всю историю Российской Федерации три человека занимали эту должность — Борис Ельцин (первый президент), Владимир Путин (второй и четвёртый президент) и Дмитрий Медведев (третий президент), причём Путин является действующим президентом. В списке также приведена информация о лицах, исполнявших обязанности президента.
Согласно Конституции Российской Федерации, президент в России является главой государства, гарантом Конституции, прав и свобод человека и гражданина. Де-факто президент также является главой исполнительной власти в России, хотя прямо это и не закреплено в законодательстве. Президент России избирается на основе всеобщего равного и прямого избирательного права при тайном голосовании сроком на шесть лет, причём одно и то же лицо не может занимать должность президента более двух сроков. Избранный президент приступает к исполнению полномочий с момента принесения им присяги народу и прекращает их исполнение с истечением срока его пребывания в должности с момента принесения присяги вновь избранным главой государства. Конституцией в ряде случаев (отставка, состояние здоровья, отрешение от должности) также допускается досрочное прекращение исполнения президентских полномочий; во всех случаях, когда президент не в состоянии выполнять свои обязанности, их временно исполняет председатель Правительства Российской Федерации (до 1993 года — вице-президент Российской Федерации).
Должность президента в России появилась в 1991 году по итогам референдума о введении поста президента РСФСР. На первых выборах президента победу одержал Борис Ельцин, ставший первым российским президентом. На фоне распада СССР РСФСР была переименована в Российскую Федерацию — Россию, изменилось и название президентской должности. Ельцин был переизбран президентом России в 1996 году, в конце 1999 года он досрочно ушёл в отставку. Владимир Путин, сменивший Ельцина на посту президента России, одержал победу на президентских выборах 2000 года и 2004 года. В 2008 году главой государства стал Дмитрий Медведев, которого в 2012 году снова сменил Путин. В 2018 году Путин был переизбран на четвёртый президентский срок; поправки к Конституции Российской Федерации об «обнулении президентских сроков», принятые в 2020 году, позволяют ему потенциально оставаться президентом до 2036 года. В 2024 году Путин был избран на пятый президентский срок.

## Общая информация

### Исторический контекст
12 июня 1990 года I Съездом народных депутатов Российской Советской Федеративной Социалистической Республики (РСФСР), с декабря 1922 года являвшейся союзной республикой в составе Союза Советских Социалистических Республик (СССР), была принята Декларация о государственном суверенитете РСФСР. К указанному моменту СССР переживал вызванное крахом проводимой в конце 1980-х — начале 1990 годов политики «перестройки» разрушение привычного уклада жизни в стране.
17 марта 1991 года состоялся Всероссийский референдум о введении поста президента РСФСР: 71,38 % проголосовавших поддержали идею о введении нового поста. На основании итогов голосования 24 апреля 1991 года Верховный совет РСФСР принял законы «О Президенте РСФСР» и «О выборах Президента РСФСР», а через месяц соответствующие изменения были внесены в Конституцию РСФСР. На выборах президента РСФСР, победу одержал Борис Ельцин.
К 1991 году Советский Союз охватил глубокий кризис, затронувший все сферы жизни государства и общества, что привело к распаду страны. 8 декабря 1991 года были подписаны Беловежские соглашения: руководители России, Беларуси и Украины подписали соглашение о создании Содружества Независимых Государств (СНГ), объявив, что «Союз ССР как субъект международного права и геополитическая реальность прекращает свое существование». 21 декабря 1991 года руководители Азербайджана, Армении, Беларуси, Казахстана, Кыргызстана, Молдовы, России, Таджикистана, Туркменистана, Узбекистана и Украины подписали Алма-Атинскую декларацию; в документе указывалось, что «с образованием Содружества Независимых Государств Союз Советских Социалистических Республик прекращает свое существование». 25 декабря 1991 года сложил свои полномочия президент СССР Михаил Горбачёв — руководитель Советского государства, а на следующий день Декларацией Совета Республик Верховного Совета СССР было объявлено, что «с созданием СНГ Союз ССР как государство и субъект международного права прекращает свое существование». В этот же день РСФСР была переименована в Российскую Федерацию, изменено было и название должности главы государства — отныне президент РСФСР именовался президентом Российской Федерации.

### Правовой статус президента России
Президент, согласно статье 80 Конституции Российской Федерации, принятой в 1993 году, является главой государства, гарантом Конституции, прав и свобод человека и гражданина. Как гласит часть 2 статьи 80, он «принимает меры по охране суверенитета Российской Федерации, её независимости и государственной целостности, поддерживает гражданский мир и согласие в стране, обеспечивает согласованное функционирование и взаимодействие органов, входящих в единую систему публичной власти». В части 3 той же статьи указывается, что президент «определяет основные направления внутренней и внешней политики государства», а в части 4 также отмечено, что он, будучи главой государства, представляет Россию «внутри страны и в международных отношениях». «Президент также является главой федеральной исполнительной власти. Это прямо нигде не сказано, но ясно следует и из самой Конституции, и из всей правотворческой и правоприменительной практики», — отмечает правовед, кандидат юридических наук В. В. Иванов.
Президент России избирается на основе всеобщего равного и прямого избирательного права при тайном голосовании. Изначально Конституцией Российской Федерации предусматривалась четырёхлетняя продолжительность президентского срока, а также, что одно и то же лицо может занимать пост главы государства не более двух сроков подряд, но в 2008 году в Основной закон были внесены поправки, предусматривавшие увеличение президентского срока с 4 до 6 лет. По итогам внесения поправок, также вынесенных на общероссийское голосование в 2020 году, слово «подряд» было изъято из указанной правовой нормы, однако одновременно также произошло «обнуление президентских сроков», позволившее президенту Владимиру Путину участвовать в выборах ещё два раза и потенциально оставаться у власти до 2036 года.
Президент приступает к исполнению полномочий с момента принесения им присяги народу и прекращает их исполнение с истечением срока его пребывания в должности с момента принесения присяги вновь избранным главой государства. Допускается досрочное прекращение исполнения президентских полномочий в случае отставки президента, стойкой неспособности президента по состоянию здоровья осуществлять полномочия, а также отрешения от должности. В случае досрочного прекращения президентских полномочий выборы следующего президента должны быть проведены не позднее трёх месяцев с момента досрочного прекращения. Во всех случаях, когда президент не в состоянии выполнять свои обязанности, их временно исполняет председатель Правительства Российской Федерации; до принятия Конституции Российской Федерации 1993 года в России существовала должность вице-президента, на которого возлагалось исполнение президентских полномочий в случае отсутствия президента.

## Хронологический список президентов и исполняющих обязанности президента России
Нижеприведённый список составлен в хронологическом порядке и содержит общие сведения о президентах России и лицах, исполняющих обязанности президента России, включая фамилию, имя и отчество, годы жизни, начало и окончание полномочий, информацию о выборах, по итогам которых тот или иной президент был избран, и др. Исполняющие обязанности президента России в списке выделены  светло-голубым цветом. 
| №     | Изображение | Фамилия, имя, отчество        | Годы жизни | Срок           | Полномочия         | Полномочия                                         | Выборы           | Выборы                                    | Выборы    | Источники                   |
| №     | Изображение | Фамилия, имя, отчество        | Годы жизни | Срок           | Начало             | Окончание                                          | Партия           | Дата                                      | Результат | Источники                   |
| ----- | ----------- | ----------------------------- | ---------- | -------------- | ------------------ | -------------------------------------------------- | ---------------- | ----------------------------------------- | --------- | --------------------------- |
| 1     |             | Ельцин Борис Николаевич       | 1931—2007  | первый         | 10 июля 1991       | 9 августа 1996                                     | самовыдвиженец   | 12 июня 1991                              | 57,3 %    | [ 15 ] [ 16 ] [ 17 ] [ 18 ] |
| 1     | второй      | Ельцин Борис Николаевич       | 1931—2007  | 9 августа 1996 | 31 декабря 1999    | 16 июня 1996 (первый тур) 3 июля 1996 (второй тур) | самовыдвиженец   | 35,32 % (первый тур) 53,82 % (второй тур) |           | [ 15 ] [ 16 ] [ 17 ] [ 18 ] |
| и. о. |             | Руцкой Александр Владимирович | род. 1947  | —              | 21 сентября 1993   | 4 октября 1993                                     | —                | —                                         | —         | [ 19 ] [ 22 ] [ 23 ]        |
| и. о. |             | Черномырдин Виктор Степанович | 1938—2010  | —              | 5 ноября 1996      | 6 ноября 1996                                      | —                | —                                         | —         | [ 24 ] [ 27 ] [ 28 ]        |
| и. о. |             | Путин Владимир Владимирович   | род. 1952  | —              | 31 декабря 1999    | 7 мая 2000                                         | —                | —                                         | —         | [ 15 ] [ 18 ] [ 29 ] [ 30 ] |
| 2     |             | Путин Владимир Владимирович   | род. 1952  | первый         | 7 мая 2000         | 7 мая 2004                                         | самовыдвиженец   | 26 марта 2000                             | 52,94 %   | [ 15 ] [ 30 ] [ 31 ]        |
| 2     | второй      | Путин Владимир Владимирович   | род. 1952  | 7 мая 2004     | 7 мая 2008         | 14 марта 2004                                      | самовыдвиженец   | 71,31 %                                   |           | [ 15 ] [ 30 ] [ 31 ]        |
| 3     |             | Медведев Дмитрий Анатольевич  | род. 1965  | первый         | 7 мая 2008         | 7 мая 2012                                         | Единая Россия    | 2 марта 2008                              | 70,28 %   | [ 32 ] [ 33 ]               |
| 4     |             | Путин Владимир Владимирович   | род. 1952  | третий         | 7 мая 2012         | 7 мая 2018                                         | Единая Россия    | 4 марта 2012                              | 63,60 %   | [ 30 ] [ 31 ] [ 34 ] [ 35 ] |
| 4     | четвёртый   | Путин Владимир Владимирович   | род. 1952  | 7 мая 2018     | 7 мая 2024         | самовыдвиженец                                     | 18 марта 2018    | 76,69 %                                   |           | [ 30 ] [ 31 ] [ 34 ] [ 35 ] |
| 4     | пятый       | Путин Владимир Владимирович   | род. 1952  | 7 мая 2024     | по настоящее время | самовыдвиженец                                     | 15—17 марта 2024 | 87,28 %                                   |           | [ 30 ] [ 31 ] [ 34 ] [ 35 ] |

## Комментарии
1. ↑  Часть 2 статьи 1 Конституции Российской Федерации: «Наименования Российская Федерация и Россия равнозначны»[1].
2. ↑  Часть 3.1 статьи 81 Конституции Российской Федерации (в редакции Закона Российской Федерации о поправке к Конституции Российской Федерации от 14 марта 2020 года № 1-ФКЗ «О совершенствовании регулирования отдельных вопросов организации и функционирования публичной власти»: «Положение части 3 статьи 81 Конституции Российской Федерации, ограничивающее число сроков, в течение которых одно и то же лицо может занимать должность Президента Российской Федерации, применяется к лицу, занимавшему и (или) занимающему должность Президента Российской Федерации, без учета числа сроков, в течение которых оно занимало и (или) занимает эту должность на момент вступления в силу поправки к Конституции Российской Федерации, вносящей соответствующее ограничение, и не исключает для него возможность занимать должность Президента Российской Федерации в течение сроков, допустимых указанным положением»[1].
3. ↑  Указом Президента Российской Федерации от 3 октября 1993 года № 1576 вице-президент России Руцкой был освобождён от должности, в связи с чем было установлено, что в случае отставки президента, невозможности дальнейшего  осуществления им своих  полномочий, а также в случае его смерти президентские полномочия возлагаются на председателя Совета министров[14].
4. ↑  Для избранных президентов указывается дата вступления в должность, для исполняющих обязанности президента — дата начала исполнения обязанностей.
5. ↑  Указывается, от какой партии избранный президент выдвигался на выборах.
6. ↑  Как президент РСФСР[15][16].
7. ↑  Руцкой был избран вице-президентом РСФСР (одновременно с президентом РСФСР) 12 июня 1991 года, вступил в должность 10 июля 1991 года[19]. 1 сентября 1993 года указом Ельцина временно отстранён от исполнения обязанностей вице-президента (действие указа в части отстранения Руцкого приостановлено Верховным советом России 3 сентября 1993 года)[19][20]. 18 сентября Ельцин подписал указ, в соответствии с которым было установлено, что решение о замещении президента на время его отсутствия вице-президентом оформляется указом президента [21]. 21 сентября 1993 года Верховный совет России прекратил президентские полномочия Ельцина, а на следующий день возложил их исполнение на Руцкого[19][22]. 3 октября 1993 года Руцкой по указу Ельцина был освобождён от должности вице-президента[14], 4 октября — арестован[19].
8. ↑  Постановление Верховного Совета Российской Федерации от 22 сентября 1993 года № 5781-I «Об исполнении полномочий Президента Российской Федерации вице-президентом Российской Федерации Руцким А. В.»: «В соответствии со статьей 21.11 Конституции Российской Федерации — России полномочия Президента Российской Федерации с 20 часов 00 минут 21 сентября 1993 года исполняет вице-президент Российской Федерации Руцкой А. В.»[22].
9. ↑  Как председатель Правительства Российской Федерации исполнял обязанности президента в период нахождения Ельцина на хирургической операции по аортокоронарному шунтированию[24]. Временное исполнение обязанностей возложено Указом Президента Российской Федерации от 5 ноября 1996 года № 1534[25], прекращено — Указом Президента Российской Федерации от 6 ноября 1996 года № 1535[26].
10. ↑  Указ Президента Российской Федерации от 5 ноября 1996 года № 1534 «О возложении на Председателя Правительства Российской Федерации Черномырдина В. С. временного исполнения обязанностей Президента Российской Федерации»: Возложить в соответствии с Указом Президента Российской Федерации от 19 сентября 1996 г. № 1378 "О временном исполнении обязанностей Президента Российской Федерации" с 7 часов 00 минут 5 ноября 1996  г. временное  исполнение   обязанностей Президента Российской Федерации на Председателя Правительства Российской Федерации Черномырдина Виктора Степановича[25].
11. ↑  Указ Президента Российской Федерации от 6 ноября 1996 года № 1535 «О прекращении временного исполнения Председателем Правительства Российской Федерации обязанностей Президента Российской Федерации»: «Прекратить с 6 часов 00 минут 6 ноября 1996 г. временное исполнение Председателем Правительства Российской Федерации Черномырдиным Виктором Степановичем обязанностей Президента Российской Федерации»[26].
12. ↑  Приступил к исполнению президентских обязанностей в связи с отставкой Ельцина 31 декабря 1999 года[29] и являлся исполняющим обязанности до вступления в должность президента 7 мая 2000 года[30].